# Surkhon Termez
Der FK Surkhon Termez ist ein usbekischer Fußballverein aus Termiz. Aktuell spielt der Verein in der ersten Liga, der Uzbekistan Super League.

## Stadion
Der Verein trägt seine Heimspiele im Alpamish Stadium in Termiz aus. Das Stadion hat ein Fassungsvermögen von 6000 Personen.

## Trainerchronik
| Trainer                | Nation              | von                | bis                |
| ---------------------- | ------------------- | ------------------ | ------------------ |
| Rifat Akramkhuzhaev    | Usbekistan          | 1. Januar 2018     | 31. Dezember 2018  |
| Dilshod Nuraliev       | Usbekistan          | 1. Januar 2018     | 31. Dezember 2018  |
| Igor Shkvyrin          | Usbekistan Russland | 19. Juni 2018      | 31. Dezember 2018  |
| Andrey Miklyaev        | Usbekistan Russland | 1. Januar 2019     | 27. Juni 2019      |
| Bakhtiyar Ashurmatov   | Usbekistan          | 28. Juni 2019      | 1. August 2019     |
| Vladimir Andreev       | Usbekistan Russland | 10. September 2019 | 31. Dezember 2019  |
| Shavkat Abdukhodzhaev  | Usbekistan          | 1. Januar 2020     | 4. März 2020       |
| Bakhrom Khaydarov      | Usbekistan          | 5. März 2020       | 29. Juni 2020      |
| Ravshan Khaydarov      | Usbekistan          | 1. Juli 2020       | 18. September 2020 |
| Vladimir Andreev       | Usbekistan Russland | 19. September 2020 | 5. Januar 2021     |
| Rifat Akramkhuzhaev    | Usbekistan          | 6. Januar 2021     | 7. Mai 2021        |
| Bakhrom Khaydarov      | Usbekistan          | 8. Mai 2021        | 19. Januar 2022    |
| Jordi Fabregat         | Spanien             | 20. Januar 2022    | 1. Februar 2022    |
| Ángel López            | Spanien             | 25. Februar 2022   | 9. September 2022  |
| Miguel Álvarez Sánchez | Spanien Deutschland | 9. September 2022  | 31. Dezember 2022  |
| Sergey Arslanov        | Usbekistan          | 1. März 2023       | heute              |